# Невловимий (фільм, 1997)
«Невловимий» (англ. Vanishing Point) — американський телевізійний фільм-бойовик 1997 року. Ремейк фільму «Зникаюча точка» (1971).

## Сюжет
Джиммі Ковальські дізнається, що його вагітна дружина опинилася в лікарні. Він негайно їде додому, але поліція зупиняє його за перевищення швидкості. Не зумівши зрозуміти відчайдушний стан водія, вони намагаються його затримати. Згадавши попередній несправедливий арешт за самооборону, Ковальські тисне педаль газу до упору і вступає на стежку війни з бездушною поліцейською системою.

## У ролях
| Актор             | Роль                 |
| ----------------- | -------------------- |
| Вігго Мортенсен   | Джиммі Ковальскі     |
| Крістін Еліз      | Рафінія Ковальскі    |
| Стів Рейлсбек     | сержант Престон      |
| Родні А. Грант    |                      |
| Пітер Мернік      | Гілмор               |
| Джеймс МакДональд |                      |
| Пол Бенджамін     |                      |
| Джино Сільва      | Майк Мас             |
| Джон До           | Семмі                |
| Пета Вілсон       | дівчина на мотоциклі |
| Кіт Девід         | Воррен Тафт          |
| Джейсон Прістлі   | Голос                |
| Дебра Шарки       | продюсер             |
| Арі Барак         | доктор Назрін        |
| Френк Роман       | Ернандо              |
| Стівен Елкінс     | Дейв                 |
| Кімберлі Герреро  | Конні                |
| Дон Кольє         | шериф                |
| Роберт Нечес      | полковник            |
| Тревіс Міддлтон   | клієнт               |